# Szyleny
Szyleny (deutsch Schillgehnen) ist ein Dorf in der polnischen Woiwodschaft Ermland-Masuren. Es gehört zur Landgemeinde Braniewo (Braunsberg) im Powiat Braniewski (Kreis Braunsberg).

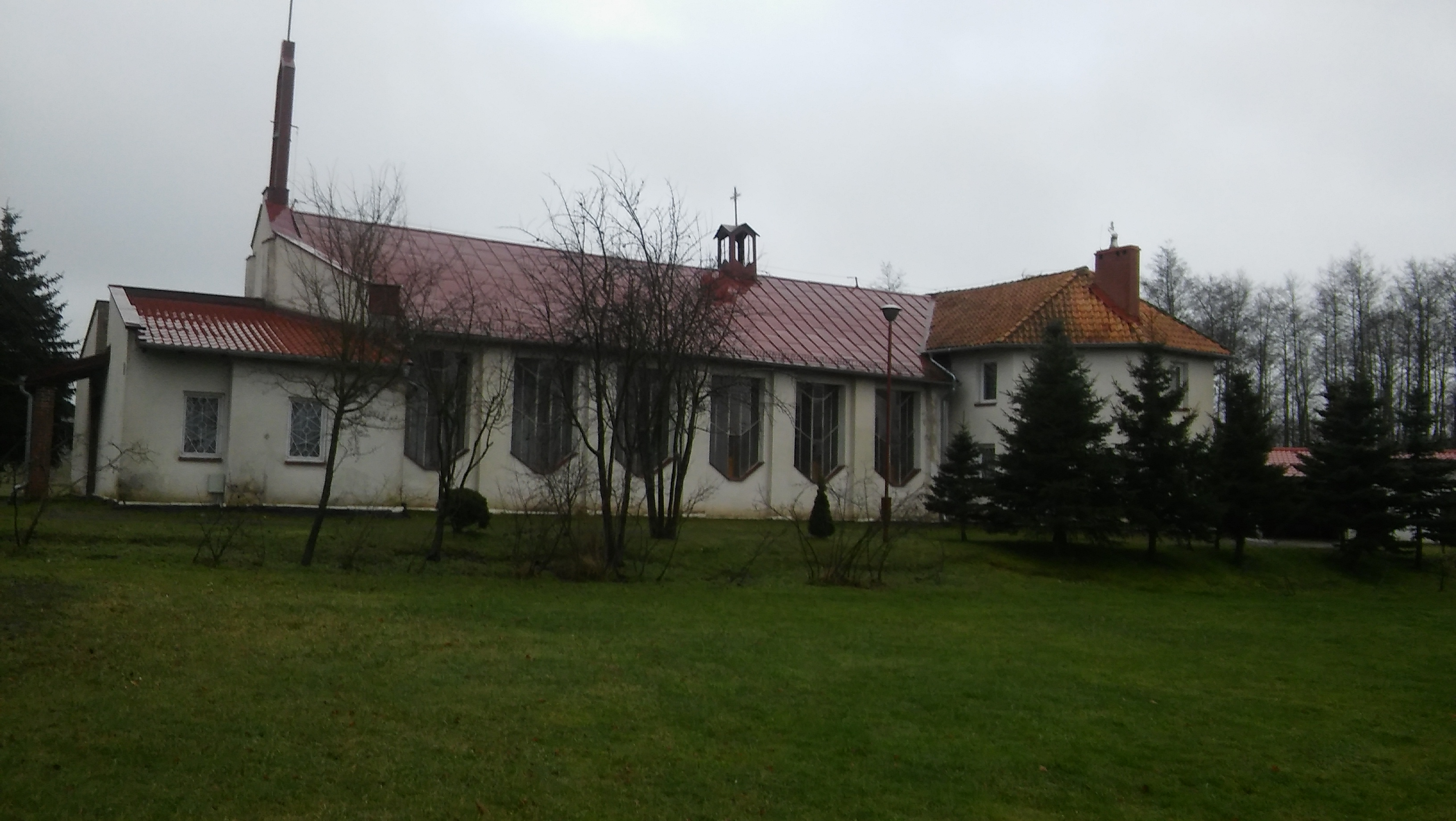
Dorfkirche Szyleny

## Geographische Lage
Szyleny liegt westlich der einstigen Reichsautobahn Berlin–Königsberg (heutige polnische Schnellstraße S 22) im Nordwesten der Woiwodschaft Ermland-Masuren, zehn Kilometer südöstlich der Kreisstadt Braniewo (Braunsberg).

## Geschichte

### Ortsgeschichte
Schilgehnen – nach 1820 Schillgehnen – wurde im Jahre 1874 als Landgemeinde ein Amtsdorf und damit namensgebend für einen Amtsbezirk im ostpreußischen Kreis Braunsberg, Regierungsbezirk Königsberg. Waren zu Beginn zehn Orte eingegliedert, so waren es am Ende aufgrund struktureller Veränderungen noch drei.
In der Landgemeinde Schillgehnen waren im Jahre 1910 305 Einwohner gemeldet. Ihre Zahl steigerte sich bis 1933 auf 336 und belief sich 1939 auf 330.
Im Jahre 1945 wurde das gesamte südliche Ostpreußen in Kriegsfolge an Polen abgetreten. Schillgehnen erhielt die polnische Namensform „Szyleny“ und ist heute eine Ortschaft im Verbund der Gmina Braniewo (Landgemeinde Braunsberg) im Powiat Braniewski (Kreis Braunsberg), von 1975 bis 1998 der Woiwodschaft Elbląg, seither der Woiwodschaft Ermland-Masuren zugehörig.

### Amtsbezirk Schillgehnen (1874–1945)
In der Zeit seines Bestehens bilden den Amtsbezirk Schillgehnen die Orte:
| Deutscher Name          | Polnischer Name | Anmerkungen                                                             |
| ----------------------- | --------------- | ----------------------------------------------------------------------- |
| Birkmannshöfen          | Brzeziniak      | 1928 nach Schillgehnen eigmeindet                                       |
| Böhmenhöfen             | Bemowizna       | 1928 nach Schillgehnen eingemeindet                                     |
| Fehlau                  | Wielewo         | 1897 in den Amtsbezirk Tromp umgegliedert                               |
| Klein Amtsmühle         | Bobrowiec       | 1903/1929 (?) nach Braunsberg eingegliedert                             |
| Knorrwald               | Pobórz          | wurde 1897 nach Fehlau im Amtsbezirk Tromp umgegliedert                 |
| Regitten (Dorf und Gut) | Rogity          | Ortsteil Kalthof von Adlig Regitten 1928 nach Schillgehnen eingemeindet |
| Rodelshöfen             | Rudłowo         |                                                                         |
| Schillgehnen            | Szyleny         |                                                                         |
| Schloßdamm-Braunsberg   |                 | 1894 in die Stadtgemeinde Braunsberg eingegliedert                      |
| Zagern                  | Zawierz         |                                                                         |

1945 bildeten nur noch Regitten, Schillgehnen und Zagern den Amtsbezirk Schillgehnen.

## Religion
Vor 1945 war Schillgehnen in die römisch-katholische Kirche Braunsberg im damaligen Bistum Ermland sowie in die evangelische Kirche Braunsberg in der Kirchenprovinz Ostpreußen der Kirche der Altpreußischen Union eingepfarrt. Seit 1991 ist Szyleny eine eigene römisch-katholische Pfarrei mit der Josef dem Arbeiter gewidmeten Dorfkirche im jetzigen Erzbistum Ermland. Die evangelischen Einwohner sind der Diözese Masuren der Evangelisch-Augsburgische Kirche in Polen zugeordnet.

## Verkehr
Szyleny liegt an einer Nebenstraße, die von Braniewo über Marcinkowo (Mertensdorf) bis nach Płoskinia (Plaßwich) führt. Zur ehemaligen Reichsautobahn bzw. jetzigen Schnellstraße S 22 gibt es keine unmittelbare Zufahrt. Bahnanschluss besteht über Bemowizna (Böhmenhöfen) an der Bahnstrecke Malbork–Braniewo (ehemalige Preußische Ostbahn).

## Persönlichkeit
- Paul Küßner (* 5. August 1867 in Schillgehnen), römisch-katholischer Priester und Politiker († 1926)